# 希蘭代爾 (馬里蘭州)
希蘭代爾（英語：Hillandale）是位於美國馬里蘭州蒙哥馬利縣及佐治王子縣的一個普查規定居民點。

## 人口
根據2020年美國人口普查的數據，希蘭代爾的面積為4.89平方千米，當中陸地面積為4.89平方千米，而水域面積為0.00平方千米。當地共有人口5774人，而人口密度為每平方千米1,180.78人。